# Nguyễn Đình Trí
Nguyễn Đình Trí (10 tháng 1 năm 1931 – 12 tháng 3 năm 2023) là Giáo sư, Tiến sĩ toán học, là nhà giáo, nhà khoa học và là người viết giáo trình toán học cho hệ đại học kỹ thuật. Ông từng giữ chức Phó Hiệu trưởng Trường Đại học Bách khoa Hà Nội, Chủ tịch Hội Toán học Việt Nam. Ông được tặng danh hiệu Nhà giáo Nhân dân vào năm 1998.

## Tiểu sử, sự nghiệp
Ông sinh ngày 10 tháng 1 năm 1931, tại Lý Nhân, Hà Nam. Sau khi tốt nghiệp trường Đại học Sư phạm Hà Nội năm 1956, ông về công tác tại trường Đại học Bách khoa Hà Nội, khi đó vừa mới được thành lập và trở thành một trong nhũng người đầu tiên đặt nền móng xây dựng đội ngũ giảng viên Toán của nhà trường.
Năm 1961, Ông là giảng viên Toán đầu tiên của Đại học Bách khoa Hà Nội được cử sang Liên Xô làm nghiên cửu sinh. Năm 1965, ông bảo vệ thành công luận án Phó tiến sĩ Toán - Lý (nay là Tiến sĩ) tại Đại học Tổng hợp Lomonosov, trở thành Phó tiến sĩ Toán học đầu tiên của Đại học Bách khoa Hà Nội.
Về nước ông được bổ nhiệm làm Trưởng ban Khoa học cơ bản từ năm 1966. Tới năm 1968, khi thành lập Khoa Toán Lý, Đại học Bách khoa Hà Nội, ông trở thành Chủ nhiệm Khoa đầu tiên và giữ cương vị này cho đến năm 1977.
Từ năm 1977 đến năm 1994: Ông làm Phó Hiệu trường Đại học Bách khoa Hà Nội.
Ông được bầu vào Ban chấp hành Hội Toán học Việt Nam ngay từ khi Hội được thành lập và được bầu làm Chủ tịch Hội Toán học Việt Nam nhiệm kì 2 từ năm 1988 tới năm 1994. Năm 1984, Nguyền Đình Trí đã trở thành một trong số những nhà toán học đầu tiên được phong học hàm Giáo sư và năm 1988, ông cũng là một trong số những nhà giáo đầu tiên của Việt Nam được nhận danh hiệu  Nhà giáo Nhân dân.
Ông đã dành nhiều tâm huyết cho việc xây dựng, phát triển, cập nhật những tri thức hiện đại cho các chương trình đào tạo, góp phần đưa Đại học Bách khoa Hà Nội trở thành trường đại học kỹ thuật hàng đầu của Việt Nam. Bộ giáo trình “Toán cao cấp” (3 tập) do ông chủ biên là bộ sách nổi tiếng từ những năm 1960, là tài liệu giáng dạy chính thức cho các trường đại học kỹ thuật ở Việt Nam.
Ông là một trong những người đứng đầu trong việc thành lập Trung tâm đại học dân lập Thăng Long, đại học dân lập đầu tiên ở Việt Nam.
Ông đã tham gia vào bản Kiến nghị “Chấn hưng giáo dục” của 24 trí thức gửi lên Trung ương năm 2004.
Ông qua đời ngày 12 tháng 3 năm 2023 tại Hà Nội.

## Khen thưởng
- Huân chương Kháng chiến Hạng Nhì.[1]
- Huân chương Lao động Hạng Ba, Hạng Nhất (1998).[1]

## Đời tư
Vợ ông là Trần Thị Thục Nga, Đại biểu Quốc hội Việt Nam khóa 5, cựu hiệu phó Đại học Sư phạm Hà Nội, con gái của Nguyễn Thị Thục Viên. Hai ông bà có một con gái và một con trai, con trai là PGS. TS. Nguyễn Việt Dũng, nguyên Phó Viện trưởng Viện Toán học, Viện Hàn lâm Khoa học và Công nghệ Việt Nam.